# Emilio Sobrín
Emilio Sobrín Arias es un exfutbolista español. Jugaba de defensa.  

## Trayectoria
Comenzó jugando en varios equipos de Bembibre, pasando al Atlético Bembibre y luego a la Bañeza.
En la temporada 1960–61 fue defensa del Deportivo de la Coruña, en Segunda División. Entrenado por Jesús Barrio, fue uno de los defensas con menos partidos, jugando tan sólo dos. Ese año la defensa titular del Deportivo estuvo formada por Manín, José Domínguez, Valentín Suárez y Antonio Collar. 
Debutó el 5 de marzo de 1961 en una derrota frente al Indautxu a domicilio (4–3) y logró un empate en la jornada siguiente, donde también fue titular, en un partido frente al Condal en Riazor (1–1). Ese año el conjunto coruñés logró el tercer puesto (detrás del Osasuna y Celta de Vigo) a cuatro puntos del ascenso.
Tras dejar el Depor pasó por la Cultural Leonesa entre 1962 a 1963, por la S.D. Ponferradina, desde 1964 a 1965, retirándose en 1966 en el Atlético Bembibre.